# Papyrus 47
Papyrus 47 (nach Gregory-Aland mit Sigel {\displaystyle {\mathfrak {P}}}47, oder sonst auch P. Chester Beatty III bezeichnet) ist eine frühe griechische Abschrift des Neuen Testaments und gehört zu den  biblischen Chester-Beatty-Papyri. Dieses Papyrusmanuskript der Offenbarung enthält die Verse 9,10–11,3; 11,5–16,15; 16,17–17,2. Mittels Paläographie wurde es auf das 3. Jahrhundert datiert.
Der griechische Text des Kodex repräsentiert den Alexandrinischen Texttyp. Aland beschreibt ihn als „normalen Text“ und ordnete ihn in Kategorie I ein.
Der Text der Handschrift ist dem Codex Sinaiticus am nächsten, außerdem gibt es Hinweise auf eine der frühesten Textvarianten des Buches der Offenbarung. Ein anderer Typ wird durch die Manuskripte {\displaystyle {\mathfrak {P}}}115, Codex Alexandrinus und Codex Ephraemi repräsentiert.
Sie wird zurzeit in der Chester Beatty Library (Inv. 14. 1. 527) in Dublin aufbewahrt.